# Anthophora arequipensis
Anthophora arequipensis är en biart som beskrevs av Brethes 1920. Anthophora arequipensis ingår i släktet pälsbin, och familjen långtungebin. Inga underarter finns listade i Catalogue of Life.